# Csorba vasútállomás
Csorba vasútállomás (szlovákul: Železničná stanica Štrba) egy vasúti csomóponti állomás, amely Csorba községet szolgálja ki a Eperjesi kerületben, Szlovákia északkeleti részén.
Az állomás a normál nyomtávú  Kassa–Oderbergi Vasút (KsOD) része, és a vonal legmagasabb pontja. A KsOD és a Csorbatói fogaskerekű vasútvonal –- amelynek ez a völgyi végállomása –- csomópontja. Így az állomás a népszerű turisztikai célpont, a Magas-Tátra kapuja.
Az állomás jelenleg a Železnice Slovenskej republiky (ŽSR) tulajdonában van; a vonatközlekedést a Železničná spoločnosť Slovensko (ZSSK) végzi.

## Története
Az állomást 1871. december 8-án, a KsOD Zsolna-Poprád közötti szakaszának üzembe helyezésekor nyitották meg. A fogaskerekű vasút 1896-os megnyitásakor vált csomóponttá.
Bár a fogaskerekű vasút 1932-ben bezárt, az 1960-as évek végén felújították, és 1970-ben, a FIS északi sí-világbajnokság idejére nyitották meg újra.

## Az állomás
A háromszintes állomásépületben információs és jegypénztár, valamint egy étterem található.
A jelenlegi fogaskerekű vasút végállomása az állomás felső részén található.

## Kapcsolódó állomások
A vasútállomáshoz az alábbi állomások vannak a legközelebb:
- Tátramogyoród megállóhely (Csorbató vasútállomás, Csorbatói Fogaskerekű Vasút)
- Štrba zastávka railway halt (Kassa vasútállomás, Zsolna–Kassa-vasútvonal)
- Važec railway station (Zsolna vasútállomás, Zsolna–Kassa-vasútvonal)

## Kapcsolódó vasútvonalak
Csorba vasútállomás a következő szlovákiai vasútvonalak csomópontja:
- 180 Zsolna–Kassa-vasútvonal (a Kassa–Oderbergi Vasút része).
- 182 Csorba – Csorbató (Csorbatói Fogaskerekű Vasút)

A 180-as vonal része Szlovákia kelet-nyugati fő vasúti folyosójának, valamint a Velencétől Pozsonyon, Zsolnán, Kassán és Ungváron keresztül Kijevig.